# 福蒂邁爾科勒尼 (蒙大拿州)
福蒂邁爾科勒尼（英語：Forty Mile Colony）是位於美國蒙大拿州大角縣的普查規定居民點。

## 人口
根據2020年美國人口普查的數據，福蒂邁爾科勒尼的面積為0.50平方千米，皆為陸地。當地共有人口28人，而人口密度為每平方千米56人。